# Joanna Evans (vận động viên bơi lội)
Joanna Evans (sinh ngày 25 tháng 7 năm 1997) là một vận động viên bơi lội cạnh tranh Bahamian, chuyên về tự do. Cô đủ tiêu chuẩn tham gia Thế vận hội Mùa hè 2016 tại Rio de Janeiro trong các nội dung tự do 200, 400 và 800 mét. Trong 200 và 400 mét, cô lập kỷ lục quốc gia mới.
Evans đang học ngành Kỹ thuật tại Đại học Texas ở Austin. Năm 2014, cô được mệnh danh là vận động viên bơi lội của năm ở Bahamas.